# ハルダウン

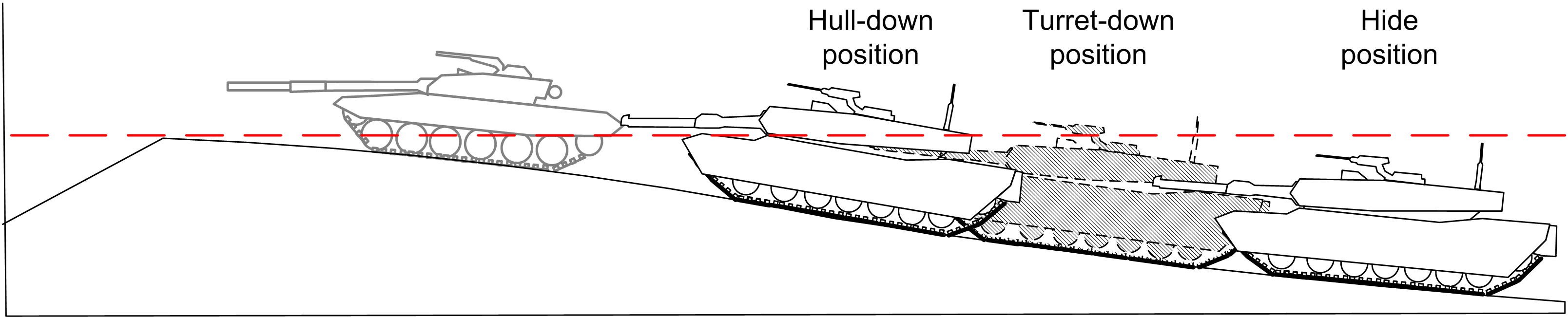
左から右に露呈面積が減っていく

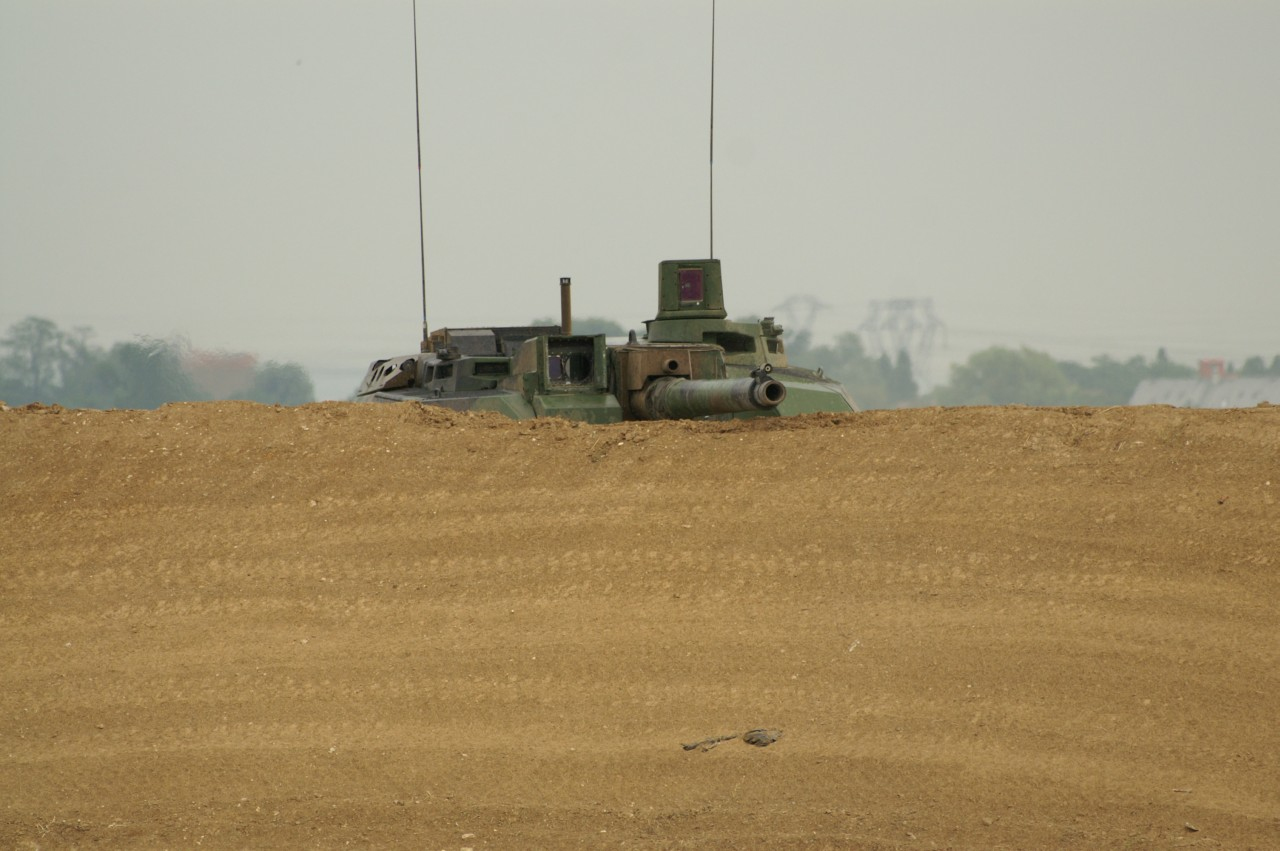
ハルダウン位置にあるルクレール戦車。ターレットダウン状態でも車長用潜望鏡で観測可能

ハルダウン（英語：Hull-down）は、斜面や丘や堤防を利用し砲塔以外を隠し、車体を防御する戦術。元は、帆船や海戦の用語で、マスト上部の物見台やレーダーだけを水平線から出して偵察する技術であった。20世紀の機甲戦の発展で、陸戦でもこの用語が使われることとなった。
砲塔も隠し、潜望鏡だけを出す状態をターレットダウンという。
地面に穴を掘り、天然の稜線がない場所において戦車をハルダウンさせることをダグイン（dug-in）という。いわば戦車用タコツボである。
1960年代以後、対戦車兵器の発達を受けて戦車が装甲で耐え凌ぐことが困難と考えられた時期（第2世代主力戦車）には、油気圧式サスペンションにより車体を傾斜させたり、車高を変化させる機能を有するものが現れた。右上図を見ても分かるように、ハルダウン時には砲に俯角をかけて車体傾斜を補償する必要があるが、姿勢制御機能で車体を傾けることで利用可能な傾斜角をさらに拡大したり、あるいは車高低減した設計と引き換えに狭まった砲の俯仰角を補ったり、通常走行状態の車高より低い稜線も利用できる。陸上自衛隊の74式戦車以後に導入されている他、スウェーデンのStrv.103、韓国のK1、試作のみだがアメリカ・西ドイツ共同開発のMBT-70等が知られる。しかし複合装甲の導入以後は、機構が複雑で信頼性にも懸念がある姿勢制御機能は廃止ないし機能簡略化に進んだ。
T-72をはじめとするソ連系戦車は、高価につく姿勢制御機能は導入しなかったが、ハルダウンを前提に車格をできるだけ小さく、特に砲塔を低く小さく設計する思想はほぼ一貫している。いち早く自動装填装置を採用したのも装填手を廃したぶん小型化するためであり、弾薬も砲塔には置かず、最も被弾確率が低い車体底に配置するという防御思想である。

## 船での利用

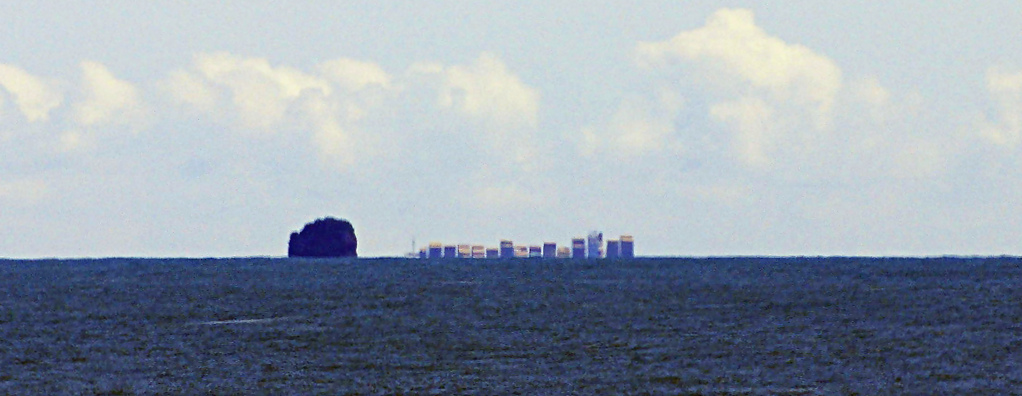
ハルダウンしているコンテナ船

地球が球形であることから、水平線の向こうに船体だけ隠すことが可能である。空気が綺麗なら40メートルの高さのマスト上の物見台から、44キロメートル先に存在する別船の高さ40メートルのマストを見ることができる。また、同様に22キロメートル先の全船体を見つけることが可能である。
帆船では風や潮流など自然現象にも影響を受けるため、より速い段階で敵を発見し、敵の脅威度を分析し逃げるか戦うか、選択することが最重要であった。